# Underwater Moonlight
Underwater Moonlight è il secondo album in studio del gruppo musicale inglese The Soft Boys, pubblicato nel 1980.

## Tracce
Tutte le tracce sono state scritte da Robyn Hitchcock, eccetto dove indicato.

Side A
1. I Wanna Destroy You – 2:52
2. Kingdom of Love – 4:10
3. Positive Vibrations – 3:10
4. I Got the Hots – 4:42
5. Insanely Jealous – 4:15

Side B
1. Tonight – 3:44
2. You'll Have to Go Sideways – 2:57 (Hitchcock, Kimberley Rew)
3. Old Pervert – 3:52 (Hitchcock, Rew, Matthew Seligman, Morris Windsor)
4. Queen of Eyes – 2:01
5. Underwater Moonlight – 4:17

Tracce Bonus Reissue - Album outtakes
1. He's a Reptile (from Invisible Hits album, 1983) – 4:27
2. Vegetable Man (from Canadian and German editions of Underwater Moonlight, 1980; Near the Soft Boys EP, 1980) – 2:59 (Syd Barrett)
3. Strange (from German edition of Underwater Moonlight, 1980; Near the Soft Boys) – 2:59
4. Only the Stones Remain (from Two Halves for the Price of One album, 1981) – 2:50
5. Where Are the Prawns? (from Two Halves for the Price of One) – 6:06
6. Dreams (from Underwater Moonlight 1990 reissue) – 4:37
7. Black Snake Diamond Rock (from Two Halves for the Price of One) – 4:24
8. There's Nobody Like You (from Two Halves for the Price of One) – 3:11
9. Song #4 (single B-side, 1983) – 4:35

Disco Bonus Reissue - ...And How It Got There
1. Old Pervert – Section 1 (rehearsal recording) – 1:38 (Hitchcock, Rew, Seligman, Windsor)
2. Like a Real Smoothie (rehearsal recording) – 3:43
3. Alien (rehearsal recording) – 3:13
4. Bloat (Extract) (rehearsal recording) – 1:00 (Hitchcock, Rew, Seligman, Windsor)
5. Underwater Moonlight (rehearsal recording) – 6:24
6. She Wears My Hair (rehearsal recording) – 5:22
7. Wang Dang Pig (rehearsal recording) – 3:56
8. Old Pervert – Section 2 (rehearsal recording) – 1:31 (Hitchcock, Rew, Seligman, Windsor)
9. Insanely Jealous (rehearsal recording) – 5:03
10. Leave Me Alone (rehearsal recording) – 6:45 (Lou Reed)
11. Goodbye Maurice or Steve (rehearsal recording) – 3:14
12. Old Pervert – Section 3 (rehearsal recording) – 0:36 (Hitchcock, Rew, Seligman, Windsor)
13. Cherries (rehearsal recording) – 2:54 (Hitchcock, Rew, Seligman, Windsor)
14. Amputated (rehearsal recording) – 4:22
15. Over You (rehearsal recording) – 4:00 (Bryan Ferry, Phil Manzanera)
16. I Wanna, Er ... (Extract) (rehearsal recording) – 0:42 (Hitchcock, Rew, Seligman, Windsor)
17. Old Pervert – Section 4 (rehearsal recording) – 1:24 (Hitchcock, Rew, Seligman, Windsor)

## Formazione
- Robyn Hitchcock – chitarra, voce, basso (5)
- Kimberley Rew – chitarra, voce, basso (7), sintetizzatore (7)
- Matthew Seligman – basso
- Morris Windsor – batteria, voce

Altri musicisti
- Gerry Hale – violino (5, 10)
- Andy King – sitar (3)